# 奥村昭夫 (映画監督・翻訳家)
奥村 昭夫（おくむら てるお、1943年(昭和18年) - 2011年(平成23年)）は、日本の映画監督、翻訳家である。

## 経歴
福井県出身。東京大学文学部仏文学科卒業。
1967年の第一回草月実験映画祭において、初監督作品『猶予もしくは影を撫でる男』が最優秀作品賞を受賞する。1968年の第二作『三人でする接吻』につづき、1970年には椎谷建治の俳優デビュー作『狂気が彷徨う』を監督する。その後は翻訳家として、『気狂いゴダール ルポルタージュ・現場のゴダール』（1976年）をはじめ、『ゴダール 映画史』（1982年）や『作家主義 映画の父たちに聞く』（1985年）などを手がけた。

## 監督作品
- 猶予もしくは影を撫でる男（1967年）
- 三人でする接吻（1968年）
- 狂気が彷徨う（1970年）

## 訳書
- ミシェル・ヴィアネイ「気狂いゴダール ルポルタージュ・現場のゴダール」（三一書房、1976年）
- 「ゴダールの全体像」（三一書房、1979年）
- アンドレ・バザン「ジャン・ルノワール」（フランソワ・トリュフォー編、フィルムアート社、1980年）
- ジャン＝リュック・ゴダール「ゴダール 映画史」（筑摩書房（全2巻）、1982年／ちくま学芸文庫（全1巻）、2012年）
- 「作家主義 映画の父たちに聞く」（リブロポート、1985年 / 改訂版・フィルムアート社、2022年）- インタビュー集
- 「ゴダール全評論・全発言」（アラン・ベルガラ編、筑摩書房「リュミエール叢書」全3巻、1998年、第3巻、2004年）
- アラン・ベルガラ「六〇年代ゴダール 神話と現場」（筑摩書房「リュミエール叢書」、2012年）